# Schlusslichter
Schlusslichter (französischer Originaltitel: Feux rouges) ist ein Roman des belgischen Schriftstellers Georges Simenon. Er entstand vom 7. bis 14. Juli 1953 in Lakeville, Connecticut, und wurde im November desselben Jahres beim Pariser Verlag Presses de la Cité veröffentlicht. Die deutsche Übersetzung von Stefanie Weiss erschien 1982 beim Diogenes Verlag an.
Nur mit Alkohol steht ein amerikanischer Familienvater seine zerrüttete Ehe und die lange Fahrt auf den verkehrsreichen Straßen an einem Feiertagswochenende durch. Die Begegnung mit einem entlaufenen Sträfling verschafft ihm die unerwartete Aussicht auf einen Ausbruch aus seinem gewohnten Leben.

## Inhalt
Es ist das Wochenende vor dem Labor Day. Zahlreiche Amerikaner sind auf den Straßen des Landes unterwegs. Das Radio informiert über die Verkehrstoten und einen entlaufenen Sträfling namens Sid Halligan. Steve und Nancy Hogan fahren von New York nach Maine, um ihre Kinder aus einem Ferienlager abzuholen. Wie üblich in ihrer Ehe streiten sie sich, und der Grund des Streits liegt einmal mehr in Steves Alkoholismus, der ihn dazu nötigt, alle paar Stunden an Rastplätzen Halt zu machen, um seinen Alkoholpegel aufzufüllen. Steve verwendet dafür den beschönigenden Ausdruck „den Tunnel betreten“.
Nach einem Barbesuch findet Steve auf dem Beifahrersitz einen Zettel vor, dass Nancy per Bus weiterfahren will. Ohne nach ihr zu suchen, macht er an der nächsten Kneipe halt und trifft dort einen wortkargen Mann, der sich als der gesuchte Sträfling entpuppt. Dieser nimmt ihn als Geisel und zwingt ihn zur Weiterfahrt, doch Steve fühlt sich von dem Verbrecher und seiner schrankenlosen Freiheit merkwürdig angezogen. Er versucht sich, mit ihm zu verbrüdern, während der Fremde abweisend bleibt und nur an seinem Fortkommen interessiert ist. Dann hat das Auto eine Reifenpanne, die Steve im alkoholisierten Zustand nicht beheben kann.
Als er am Morgen erwacht, befindet sich Steve allein im Auto. Halligan hat ihn ausgeraubt und zurückgelassen. Steve besinnt sich wieder seiner Pflichten und ruft im Camp an, doch seine Frau ist nicht angekommen. Schlimmer noch muss er in der Morgenzeitung lesen, dass ein weibliches Überfallopfer ins Krankenhaus eingeliefert wurde. Im Polizeirevier gibt er nach und nach seine Beteiligung an der Flucht Halligans zu und erfährt, dass es sich bei der Frau tatsächlich um Nancy handelt, die er mit seiner Verantwortungslosigkeit in Gefahr gebracht hat. Sie wurde ausgerechnet von Halligan überfallen und vergewaltigt, dem Mann, bei dem er sich über seine Ehe beklagt hat.
Als Steve seine Frau im Krankenhaus besucht, schämt sich diese für das, was ihr angetan wurde, und glaubt sich zu keiner Intimität mehr imstande. Sie hofft aber, dass sie die Ehe dennoch weiterführen können. Doch Steve begreift, dass es damit nicht getan ist, dass sie beide miteinander unglücklich gewesen sind und ihre Beziehung einen echten Neuanfang mit vollständiger Offenheit und Ehrlichkeit braucht. Schließlich kommt es zur Gegenüberstellung mit Sid Halligan, bei der er seine Wut bezwingt und nicht gewalttätig wird.

## Hintergrund
Simenon, der nach dem Zweiten Weltkrieg Frankreich verlassen hatte, lebte zehn Jahre lang in den Vereinigten Staaten, zuerst in New York, Arizona und Kalifornien und ab 1950 auf einer Farm in Lakeville, Connecticut. Die folgenden fünf Jahre gehörten zu den beständigsten und produktivsten in Simenons Leben. Er schrieb dreizehn Maigret-Romane und vierzehn Non-Maigrets und passte sich immer mehr dem American Way of Life an. 1952 wurde er zum Präsidenten der Mystery Writers of America ernannt und in die American Academy of Arts and Letters gewählt. Im Folgejahr wurde seine Tochter Marie-Jo, geboren, der Simenon Schlusslichter widmete. Später bereute er diese Widmung, mit der er glaubte, seine Tochter, die im Alter von 25 Jahren Suizid beging, bereits früh mit den schwierigen Themen des Romans verknüpft zu haben.
Auf eine lobende Besprechung von Thornton Wilder hin, schrieb Simenon dem amerikanischen Kollegen: „Es ist wahrscheinlich der Roman, der mich bisher die größte Anstrengung gekostet hat, womit ich die größte nervliche Anspannung meine. […] Was ich zu tun hatte, war, zehn Tage im Rhythmus der Landstraße zu leben, ohne ihn auch nur für einen Augenblick zu verlieren. Am Ende fühlte ich mich so erschöpft, als wäre ich zehn Tage lang auf dieser Landstraße im Labor-Day-Verkehr gefahren.“ Rückblickend sah er die vier amerikanischen Romane Drei Tage in Manhattan, Brief an meinen Richter, Antoine und Julie und Schlusslichter als vier Etappen einer Entwicklung, die ihn vom Thema der Resignation bis zur Übereinstimmung mit sich selbst und dem Leben geführt hätten.

## Interpretation
Patrick Marnham wertet Schlusslichter als Simenons „vielleicht besten in Amerika spielenden ‚roman dur‘“, also „harten“ psychologischen Roman außerhalb der Reihe um seinen beliebten Kommissar Maigret. Mit seiner achtjährigen Erfahrung des Lebens in den USA konnte er die Atmosphäre und Lebensweise des Landes wirklichkeitsgetreu einfangen von den New Yorker Bars, der Feiertagsstimmung und dem Straßenverkehr bis zum Ehestreit sowie dem Benehmen und der Redeweise des Ausbrechers. Laut Pierre Assouline sind Simenons Romane in erster Linie durch ihre innewohnende Logik bestimmt. Der Handlungsort Amerika dient gewöhnlich nur als Kulisse und gesellschaftlicher Rahmen der Figuren. Allerdings übernahm Simenon mehr und mehr den amerikanischen Wortschatz, so ist auch im französischen Original Feux rouges von Anglizismen wie „Log Cabin“, „Highway“ und „Jukebox“ zu lesen.
Wolfram Nitsch beschreibt Schlusslichter als einen Roadmovie, in dem „das eigene Auto zum Krisenherd für den Protagonisten“ wird. Steve Hogan lebt den frühen Mythos des Automobils aus, „eine schrankenlose, wenngleich gefährliche Eroberung des Raums“. Trotz seiner Beifahrerin und den Kindern als Ziel der Fahrt ist das Auto für Steve keine Familienkutsche, sondern ein Mittel zur individuellen Befreiung, zur „Selbstverwirklichung durch Übertretung“, der die warnende Nörgelei seiner Frau im Weg steht. An der Seite Sid Halligans, berauscht vom Alkohol und dem Ausbruch aus dem Alltag hofft er, die „Nacht seines Lebens“ zu erleben, auf den nächtlichen Straßen seine Männlichkeit wiederzuerlangen. Doch die Fahrt wird zur Ernüchterung, der Outlaw sucht keine Fahrgemeinschaft mit dem Familienvater. Noch tiefer ernüchtert ihn das Schicksal seiner Frau, die als Fußgängerin in einer übermotorisierten Gesellschaft beinahe automatisch zum Opfer wird. Am Ende kommt es nicht nur zur Versöhnung der Ehepartner, sondern Steve will auch sein Auto gegen ein älteres Modell austauschen. Anstelle eines Gefährts zur Eroberung persönlicher Freiheiten soll eine echte Familienkutsche treten.
Laut Patrick Marnham mache Simenon „den Wagen zu einem Rettungsboot und die Straßen Neuenglands an einem öffentlichen Feiertag zu einem gefahrvollen Meer.“ Am Ende legt sich der Sturm und Steve kehrt zu seinem alltäglichen Leben und den Hoffnungen auf ein bescheidenes Glück zurück. Für Stanley G. Eskin handelt es sich um den „Roman einer Flucht, einer Flucht jedoch, die auf halbem Weg abgebrochen und ins Gegenteil verkehrt wird.“ Laut John Banville ist das Motiv, aus den Verstrickungen des Lebens in die Anonymität zu entfliehen ein obsessiv wiederkehrendes Thema in Simenons Werk. Untypisch für Simenons „harte“ Romane ist für Wolfram Nitsch jedoch die „Überwindung der Krise“, der versuchte Neuanfang am Ende. Für Franz Schuh führt der Roman geradezu ins „Herz der Finsternis“, der Einsamkeit des Trinkers bis hin zur Auflösung seines Bewusstseins, in Trennung und Gewalt. Doch das Ende habe „schon was Existenzialistisches, etwas Sartrehaftes“, wie ein Ehepaar beschließt, „in aller ‚Eigentlichkeit‘ zusammenzubleiben, also ohne den eingeübten Hass aufeinander.“

## Adaptionen
Der Roman wurde 2004 von Cédric Kahn verfilmt. Die Hauptrollen spielten Jean-Pierre Darroussin und Carole Bouquet. Der deutsche TV-Titel lautete Nächtliche Irrfahrt. Bereits 1983 hatte Wolfgang Storch einen deutschen Fernsehfilm unter dem Titel Reifenpanne inszeniert. Es spielten Bernd Tauber, Monika Schwarz und Ronald Nitschke.
2020 produzierte der Norddeutsche Rundfunk ein Hörspiel in der Bearbeitung und Regie von Eva Solloch. Fabian Busch sprach den Erzähler, Paul Schröder Steve, Lou Strenger Nancy und Tobias Diakow Sid Halligan.

## Ausgaben
- Georges Simenon: Feux rouges. Presses de la Cité, Paris 1953 (Erstausgabe).
- Georges Simenon: Schlußlichter. Übersetzung: Stefanie Weiss. Diogenes, Zürich 1982, ISBN 3-257-21010-8.
- Georges Simenon: Schlusslichter. Ausgewählte Romane in 50 Bänden, Band 33. Übersetzung: Stefanie Weiss. Diogenes, Zürich 2012, ISBN 978-3-257-24133-4.
- Georges Simenon: Schlusslichter. Übersetzung: Stefanie Weiss. Hoffmann und Campe, Hamburg 2019, ISBN 978-3-455-00574-5.
- Georges Simenon: Schlusslichter. Übersetzung: Stefanie Weiss. Atlantik, Hamburg 2020, ISBN 978-3-455-00795-4.